# Conseil supérieur de la magistrature (Algérie)
Pour les autres articles nationaux ou selon les autres juridictions, voir Conseil supérieur de la magistrature.
En Algérie, le Conseil supérieur de la magistrature a pour rôle de garantir l’indépendance de la justice. La composante du Conseil est constitutionnalisée depuis 2020, le président de la République préside le Conseil supérieur de la magistrature, il peut charger le Premier président de la Cour suprême d’en assurer la présidence. Les membres sont des magistrats élus par leurs pairs et des personnalités nommées.

## Composition
Selon l'article 180 de la Constitution algérienne, le Conseil supérieur de la magistrature comprend :
- le Premier Président de la Cour suprême, vice-président ;
- le Président du Conseil d’État ;
- quinze (15) magistrats élus par leurs pairs, selon la répartition suivante :
  - trois (3) magistrats de la Cour suprême, dont deux (2) magistrats du siège et un (1) magistrat du parquet général,
  - trois(3) magistrats du Conseil d’État, dont deux (2) magistrats du siège et un (1) commissaire d’État,
  - trois(3) magistrats des Cours, dont deux (2) magistrats du siège et un (1) magistrat du parquet général,
  - trois (3) magistrats des juridictions administratives autres que le Conseil d’État, dont deux (2) magistrats du siège et un (1) commissaire d’État,
  - trois (3) magistrats des tribunaux de l’ordre judiciaire, dont deux (2) magistrats du siège et un (1) magistrat du parquet ;
- six (6) personnalités choisies en raison de leur compétence, en dehors du corps de la magistrature dont deux (2) choisies par le président de la République, deux (2) choisies par le Président de l’Assemblée populaire nationale en dehors des députés, et deux (2) choisies par le Président du Conseil de la Nation en dehors de ses membres ;
- deux (2) magistrats issus de la formation syndicale des magistrats ;
- le Président du Conseil national des Droits de l’Homme.

## Rôle
Le Conseil supérieur de la magistrature décide, dans les conditions que la loi détermine, des nominations, des mutations et du déroulement de la carrière des magistrats. Il veille au respect des dispositions du statut de la magistrature et au contrôle de la discipline des magistrats sous la présidence du Premier Président de la Cour suprême (Article 181 de la Constitution).
Le Conseil supérieur de la magistrature émet un avis consultatif préalable à l'exercice du droit de grâce par le président de la République (article 182 de la Constitution).
Le juge saisit le Conseil supérieur de la magistrature chaque fois qu’il estime qu’il y a atteinte à son indépendance (article 172 de la Constitution).